# Karl Bette
Karl Bette (* 29. November 1916 in Köln; † 9. Mai 2006 in Schlehdorf) war ein deutscher Komponist von Filmmusik, Operetten und volkstümlicher Musik. Er betrieb zunächst einen eigenen Musikverlag in Köln und Berlin. Nach dem Krieg arbeitete er vor allem als Filmkomponist in Bayern.

## Werke
Operette
- Wela-Mädchen (1943) mit den Liedern Du bist die Frau meiner Träume, Abschiedsduett, Immer wenn ich fern Dir bin, Seit heute..., Kuss-Duett,  Wien, du Stadt meines Lebens, Donna!.

Lieder
- Fahr kleines Schifflein
- Mit einer Braut allein
- Kleines Mädchen von Hawaii (1938)
- Mich hat der Frühling wachgeküßt (1943)
- Du allein, Du allein, Du allein (1943)
- 14 Tage ohne Deine Liebe (1943)
- Du bist noch zu klein (1943)
- Traum-Serenade (1943)
- Fahr kleines Schifflein (1943)
- Bitte bitte lieber Geiger (1943)
- Lieselein (1943)
- Rose-Marie (1943)
- Zum Abschied reich ich Dir die Hände (1943)
- Ich wünsche mir einen schlaflosen Abend (1955)
- Wer einmal nur in München war (1974)
- Wo der Wildbach rauscht (arrangiert für Blasorchester) (1983)

Filmmusik
- 1955: Der Schmied von St. Bartholomä
- 1955: Zwei Herzen und ein Thron
- 1956: In Hamburg sind die Nächte lang
- 1956: Der Glockengießer von Tirol
- 1957: Die Zwillinge vom Zillertal
- 1957: Gruß und Kuß vom Tegernsee
- 1957: Mit Rosen fängt die Liebe an (Titellied)
- 1959: Sehnsucht hat mich verführt
- 1959: Serenade einer großen Liebe
- 1959: Der Frosch mit der Maske
- 1960: Die Insel der Amazonen
- 1960: Flitterwochen in der Hölle
- 1960: Ein Toter hing im Netz
- 1961: Das Mädchen mit den schmalen Hüften
- 1964: Erzähl mir nichts
- 1964: Liebesgrüße aus Meran
- 1969: Der Mann mit dem goldenen Pinsel
- 1973: Liebesjagd durch 7 Betten
- 1973: Oktoberfest! Da kann man fest…